# Oedothmia endopyrella
Oedothmia endopyrella är en fjärilsart som beskrevs av George Francis Hampson 1930. Oedothmia endopyrella ingår i släktet Oedothmia och familjen mott. Inga underarter finns listade i Catalogue of Life.